# Adolf Sowiński

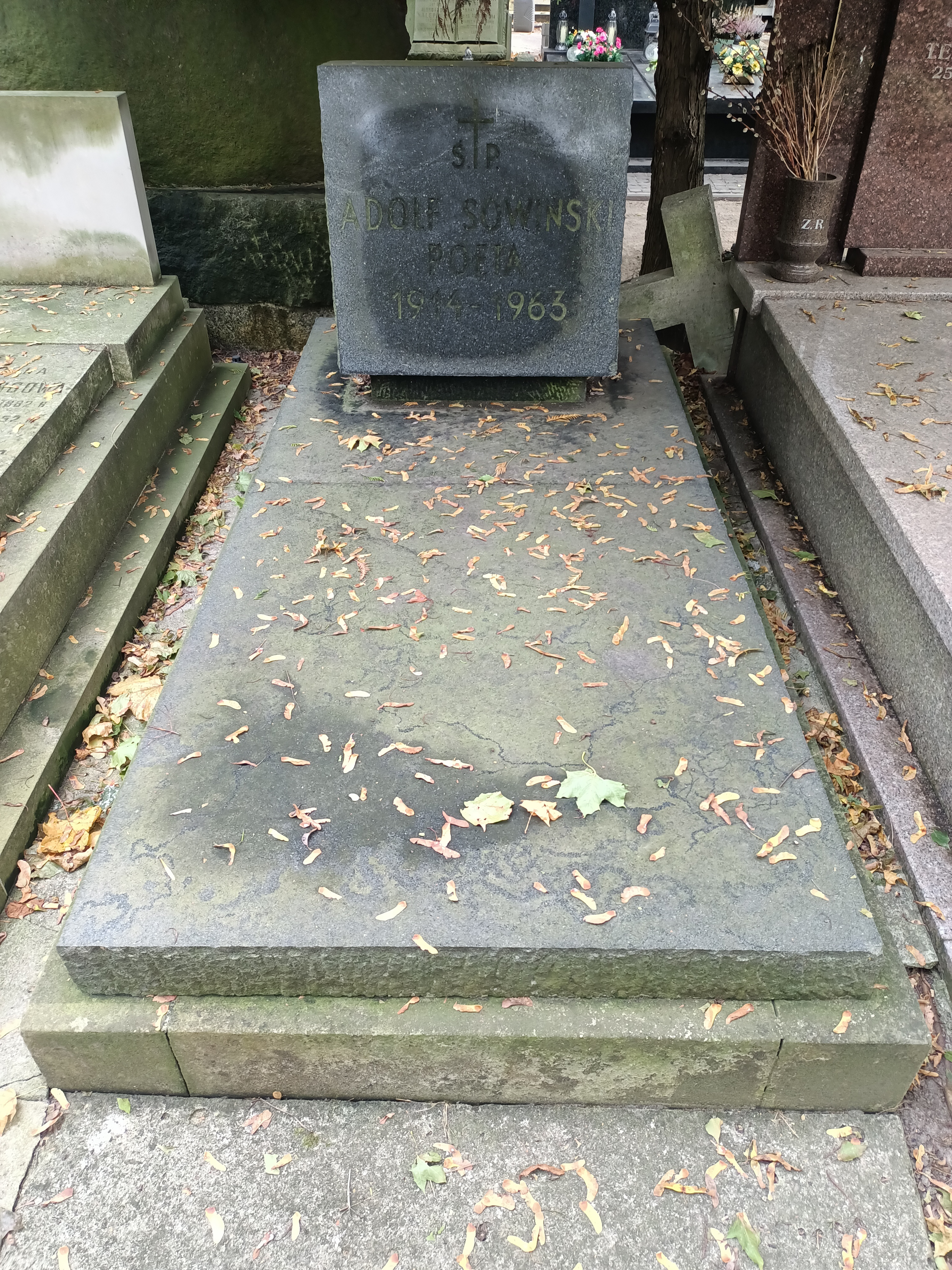
Grób Adolfa Sowińskiego na Cmentarzu Powązkowskim

Adolf Jan Sowiński (ur. 2 stycznia 1914 w Kielcach, zm. 3 grudnia 1963 w Pruszkowie) – poeta, prozaik, krytyk, tłumacz.

## Życiorys
Urodził się w rodzinie Jana, pracownika kolei, i Wiktorii z Górskich. W 1933 ukończył kieleckie Gimnazjum im. Mikołaja Reja i zdał maturę. W trakcie nauki, w latach 1931–1932, wydawał pismo „Echa Szkolne”, w którym pod ps. Władysław Sonin zamieszczał własne artykuły, felietony i wiersze. Debiutował w 1932 opowiadaniem pt. Taki sobie „ciota”, opublikowanym w „Kuźni Młodych” nr 12. Pierwszy swój wiersz pt. Samarytanka opublikował w 1934 na łamach „Wiadomości Literackich” nr 29. W latach 1933–1939 studiował filologię klasyczną i germanistykę na Uniwersytecie Józefa Piłsudskiego, w 1938 jako stypendysta Funduszu Kultury Narodowej studiował w Lipsku. W 1939 został członkiem Związku Zawodowego Literatów Polskich. Wiersze, artykuły i recenzje publikował m.in. na łamach „Gazety Polskiej” (1935–1939), „Lwowa Literackiego” (1935), „Skamandra” (1935–1939), „Sygnałów” (1938), „Ateneum” (1938–1939). 3 września 1939 ukazał się drukiem w „Gazecie Polskiej” wiersz Pieśń wojenna, który napisał Sowiński w reakcji na agresję hitlerowską. W późniejszym okresie utwór był wielokrotnie przedrukowywany w rozmaitych pismach oraz antologiach.
W czasie okupacji niemieckiej przebywał w Krakowie i był zatrudniony jako pracownik administracyjny w spółdzielni „Społem”. W 1943 publikował wiersze w konspiracyjnym „Miesięczniku Literackim”. Aresztowany i więziony w Radomiu, po interwencji kierownictwa spółdzielni „Społem” został zwolniony i skierowany do pracy w Starachowicach.
Po II wojnie światowej, w latach 1945–1947 mieszkał kolejno w Starachowicach i Radomiu, gdzie ponownie pracował w „Społem”. W 1947 przeniósł się do Łodzi i został zatrudniony w redakcji tygodnika „Kuźnica”, na łamach którego ogłaszał w latach 1946–1950 wiersze, prozę, recenzje i tłumaczenia z literatury francuskiej i niemieckiej (od 1947). W latach 1948–1956 publikował w miesięczniku „Twórczość”. Od 1948 należał do PPR, a potem do PZPR. Zamieszkał w Warszawie. W 1950 podjął pracę w redakcji „Nowej Kultury”, gdzie w latach 1950–1956 zamieszczał liczne artykuły, recenzje i tłumaczenia. W 1952 został członkiem Związku Literatów Polskich, a w 1956 Polskiego PEN Clubu. W latach 1956–1958 pracował jako sekretarz i kierownik Wydziału Prasowo-Kulturalnego Ambasady Polskiej Rzeczypospolitej Ludowej w Wiedniu. W 1958 ze względów osobistych został odwołany z pracy w Ambasadzie i do 1963 pozostawał w Austrii prywatnie. W 1961 został skreślony z listy członków ZLP; w 1963 przywrócony w prawach członka.
Opublikował wiele prac związanych z rejonem Kielecczyzny. Przekładał z języka francuskiego (France’a, Maupassanta, Voltaire’a), niemieckiego (Brechta) i greckiego (Lukiana).
W 1943 ożenił się z Barbarą ze Smoszewskich (1920–2014).
Zmarł w Pruszkowie, pochowany na cmentarzu Powązkowskim w Warszawie (kwatera 77-4-15).

## Ordery i odznaczenia
- Krzyż Kawalerski Orderu Odrodzenia Polski (11 lipca 1955)[5]

## Twórczość wybrana
- Gospoda zmierzchu. Warszawa: J. Mortkowicz 1939 – poezje.
- Ściegienny, wikary z Wilkołazu. Warszawa: Państwowy Instytut Wydawniczy 1948.
- Lata szkolne. Opowieść o Stefanie Żeromskim. Warszawa: Państwowy Instytut Wydawniczy 1954.
- Fryderyk Schiller, wielki poeta niemiecki. Warszawa: Wiedza Powszechna 1955.
- Wybór wierszy i przekładów. Warszawa: Państwowy Instytut Wydawniczy 1956.